# Flavionavia
Flavionavia era el nom d'una ciutat situada a la riba esquerra del riu Nalón, en el conventus Asturum de la província Tarraconense.
Va ser citada al segle ii pel geògraf grec Claudi Ptolemeu. Es creu que estava situada a la zona de l'actual Pravia, ja que segons estudis es creu que estava situada dins del territori dels pésics.
El seu nom prové del segle I quan els romans van crear en aquesta zona el municipi de «Flavium Avia», en temps de l'emperador Tito Flavio Vespasià, d'aquí Flavium i del terme cèltic d'Avia que era el nom que rebia el riu Nalón pels antics pobladors de la zona. Aquest nom va caure ràpidament en desús pel que no apareix en cap mena de text dels segles posteriors.